# 斯特罗迈尔·斯威夫特
斯特罗迈尔·斯威夫特（英語：Stromile Swift，1979年11月21日—），出生于美国路易斯安那州什里夫波特，美国职业篮球运动员。

## 职业生涯
在随着路易斯安那州立大学打完了NCAA联盟，并且获得了前16之后，斯威夫特参加了2000年NBA选秀，被温哥华灰熊队选中，位次为第二位。但是在过去五年中他的职业生涯一直充满了动荡，平均每场拿下9分和5个篮板。
04-05赛季，斯威夫特作为自由人离开了灰熊队，和火箭队签订了一项5年3000万美元的合同。但是他作为被高估的球员之一，并没有达到球迷们预期的标准，一个赛季后又被打包换回孟菲斯灰熊。
2008年，斯威夫特被送往新泽西网队以交换杰森·科林斯。
2009年3月4日，太阳队与斯威夫特签约。